# Acetógeno
Un acetógeno es un microorganismo que genera acetato (C2H3O2) como producto final de la respiración anaeróbica o fermentación. Sin embargo, este término generalmente se emplea en un sentido más estricto solo para aquellas bacterias y arqueas que realizan respiración anaeróbica y fijación de carbono simultáneamente a través de la vía reductora de acetil coenzima A (acetil-CoA) (también conocida como vía Wood-Ljungdahl). Estos acetógenos genuinos también se conocen como "homoacetógenos" y pueden producir acetil-CoA (y de ahí, en la mayoría de los casos, acetato como producto final) a partir de dos moléculas de dióxido de carbono (CO2) y cuatro moléculas de hidrógeno molecular (H2). Este proceso se conoce como "acetogénesis" y es diferente de la fermentación del acetato, aunque ambas ocurren en ausencia de oxígeno molecular (O2) y producen acetato. Aunque anteriormente se pensaba que solo las bacterias eran acetógenos, algunas arqueas pueden considerarse acetógenos.
Los acetógenos se encuentran en una variedad de hábitats, generalmente aquellos que son anaeróbicos (faltos de oxígeno). Los acetógenos pueden usar una variedad de compuestos como fuentes de energía y carbono; la forma mejor estudiada de metabolismo acetogénico involucra el uso de dióxido de carbono como fuente de carbono e hidrógeno como fuente de energía. La reducción de dióxido de carbono se lleva a cabo por la enzima clave acetil-CoA sintasa. Junto con las arqueas formadoras de metano, los acetógenos constituyen los últimos miembros de la red alimenticia anaeróbica que conduce a la producción de metano a partir de polímeros en ausencia de oxígeno. Los acetógenos pueden representar los ancestros de las primeras células bioenergéticamente activas en la evolución.

## Funciones metabólicas
Los acetógenos tienen diversas funciones metabólicas, lo que les ayuda a prosperar en diferentes entornos. Uno de sus productos metabólicos es el acetato, que es un nutriente importante para el huésped y la comunidad microbiana que lo habita, más visto en los intestinos de las termitas. Los acetógenos también sirven como "sumideros de hidrógeno" en el tracto GI de las termitas. El gas de hidrógeno inhibe la biodegradación y los acetógenos utilizan estos gases de hidrógeno en el entorno anaeróbico para favorecer la capacidad biodegradativa del huésped al hacer reaccionar el gas de hidrógeno y el dióxido de carbono para producir acetato. Los acetógenos tienen la capacidad de usar una variedad de sustratos en un evento en el que otro competidor, como un metanógeno, convierte al gas hidrógeno en un sustrato limitante. Los acetógenos pueden usar y convertir alcoholes, lactatos y ácidos grasos, que generalmente se limitan a los sintrofos, en lugar de solo dióxido de carbono e hidrógeno. Esto les permite asumir los roles de importantes contribuyentes de la cadena alimenticia, como los fermentadores primarios. Los acetógenos pueden trabajar junto con los metanógenos, como lo demuestra la conversión de carbohidratos de Methanosarcina barkeri y el cocultivo Acetobacterium woodii. El metanógeno toma acetato para favorecer al acetógeno. A veces, la transferencia entre especies de gas hidrógeno entre Acetobacterium woodii y un H2 que consume metanógeno da como resultado que se libere gas hidrógeno del acetógeno en lugar de ir hacia la acetogénesis por la vía de Wood-Ljungdahl. Los acetógenos también son uno de los contribuyentes a la corrosión del acero. Acetobacterium woodii utiliza gas de hidrógeno y CO2 para producir el acetato que se utiliza como fuente de carbono para muchas de las bacterias reductoras de sulfato que crecen con gas de hidrógeno y sulfato.